# 知情權
知情權（Right to know）是許多國家法律中定義的人權。聯合國教育、科學及文化組織定義知情權為「可以知道影響他們的決策，並且可以參與決策，對政府和其他人問責」。知情權主張資訊是可以普及取得的，也是包容性知識社会的必要基礎
。知情權一般會定義為人民有權知道，他們是否暴露在可能造成疾病或是傷害的環境或是物質以下，不過知情權也可能是指更廣義的資訊自由或知情同意。

## 美國
美國的知情權由於1960年代的勞工運動和環保運動而興起，尤其因為《寂靜的春天》（Silent Spring）這本書掀起的環保運動、車諾比核事故等環境污染引起環保意識高漲、調查性新聞報導等新聞自由風行、近代公民權的提昇等，知情權隨之大幅發展。知情權最初主要提倡：個人有權利知道自己日常生活裡接觸到哪些化學藥劑；後來發展成較廣義的基本權利，牽涉到個人的生活、工作、到新聞媒體、大眾傳播等，並逐漸納入美國聯邦法和各州立法。